# Freddy Wittop
Freddy Wittop (26 de julio de 1911 – 2 de febrero de 2001) fue un diseñador de vestuario . Disfrutó de carreras secundarias como bailarín y profesor universitario con relativo éxito entre los de su sector.

## Biografía
Nacido como Frederick Wittop Koning en Bussum, Países Bajos, Wittop emigró con su familia a Bruselas, donde a la edad de trece años fue aprendiz del diseñador residente en la Ópera de Bruselas siendo nombrado en incontables obras de aquellos años. Se mudó a París en 1931 y diseñó para el Folies Bergère y otras salas de música, creando vestuario para Mistinguett y Josephine Baker, entre otros siendo aclamado de manera común por la prensa especializada. Estudió danza española y, como Frederico Rey, comenzó una carrera profesional que le llevó a la aclamación internacional mientras él y su primera pareja, La Argentinita, actuaban en todo el mundo rellenando cada lugar al que llegaban. También realizó giras con José Greco y Tina Ramírez .
En 1942, Wittop diseñó el vestuario para Ice Capades, el musical de Broadway Beat the Band de George Abbott, y Lucille Ball para su película melodrama The Big Street . Poco después, Wittop se unió a las Fuerzas Armadas de Estados Unidos durante la Segunda Guerra Mundial y sirvió en el extranjero durante tres años y medio. Su servicio le otorgó la ciudadanía estadounidense.
Una vez que Wittop regresó a Estados Unidos después de la guerra, trabajó como vistiendo a bailarinas y bailarinas en el Barrio Latino (club nocturno) de la ciudad de Nueva York . Luego formó su propia compañía de danza en 1951 y durante los siguientes siete años realizó giras por Estados Unidos y Europa . Regresó al diseño teatral a instancias del director Harold Clurman, quien vio su espectáculo y le pidió que diseñara su producción de Broadway de 1959 de Heartbreak House de George Bernard Shaw . Trabajó activamente en Nueva York durante los siguientes catorce años.
Wittop murió a los 89 años en el Centro Médico JFK en Atlantis, Florida, el 2 de febrero de 2001, poco después de haber sido elegido ganador en 2001 del Premio Irene Sharaff del Theatre Development Fund por su "logros de toda una vida en el diseño de vestuario teatral".  "Los motivos del fallecimiento quedaron en secreto por la familia por respeto a su intimidad" siendo lo comentado a la prensa.
Sus bocetos originales se han exhibido en museos y se han vendido en galerías de arte de todo el país. Una cantidad considerable de su colección personal se conserva en la Biblioteca Hargrett de libros raros y manuscritos de la Universidad de Georgia .

## Producciones
Fuente:
- ¡Carnaval! (1961)
- El metro es para dormir (1961)
- Hello, Dolly! (1964)
- Bajour (1964)
- Kelly (1965)
- The Roar of the Greasepaint - The Smell of the Crowd (1965)
- En un día claro se puede ver para siempre (1965)
- ¡Sí! ¡Sí! (1966)
- Desayuno con diamantes (1966)
- El tiempo feliz (1968)
- Jorge M! (1968)
- Querido mundo (1969)
- Un patriota para mí (1969)
- Encantadoras damas, amables caballeros (1970)
- Los tres mosqueteros (1984)
- Viento en los sauces (1985)